# GDDR4
GDDR4 (англ. Graphics Double Data Rate 4) — четверте покоління пам'яті DDR SDRAM. GDDR4 не отримала широкого розповсюдження на ринку через незначний приріст продуктивності відносно GDDR3 і високу вартість. Такий тип пам'яті встановлювався лише на кілька поколінь Hi-End відеокарт ATI/AMD: X1950XTX, HD 2900 XT, HD3870, після чого був замінений більш прогресивною GDDR5.

## Продукти з GDDR4
Компанія PowerColor випустила відеокарту PCS+ HD4850 з 512 мегабайтами пам'яті GDDR4, що працює на частоті 2200 МГц.